# Октябрьский (Нижнеудинский район)
Октябрьский — участок (населённый пункт) в Нижнеудинском районе Иркутской области России. Входит в состав Атагайского муниципального образования. Находится примерно в 57 км к северо-востоку от районного центра.

## Население
| 2002 | 2010 | 2011 | 2012 |
| ---- | ---- | ---- | ---- |
| 402  | ↘208 | ↘207 | ↗210 |

По данным Всероссийской переписи, в 2010 году в населённом пункте проживало 208 человек (113 мужчин и 95 женщин).